# RK Vardar
O RK Vardar é um clube de andebol sediado em Skopje, Macedónia do Norte, sendo o actual Campeão Europeu e campeão da Liga SEHA.
O Vardar é o clube com mais sucesso do seu país contanto com 13 campeonatos nacionais e 13 taças.

## História
O RK Vardar foi fundado em 1961, como parte do Vardar Sports Club em Skopje, fundado em 1947. A equipa de andebol tornou-se uma potência no final dos anos 90, com a independência do país, tornando-se um dos dois clubes (sendo RK Pelister o outro) a dominar o panorama do andebol macedónio após a independência do país.
O Vardar tem participado regularmente na Liga dos Campeões da EHF desde 2001-02, sendo que na Taça dos Vencedores de Taças de Andebol Masculino da EHF atingiu as meias finais por 3 vezes. Com excepção do ano de 2005, quando chegaram ao 4º lugar, o clube conquistou o campeonato ou foi 2º da Superliga da Macedônia desde 1999. Em 15 de abril de 2012, Vardar derrotou o Metalurg na Zagreb Arena para se tornar o primeiro campeão da Liga SEHA. Desde então, a equipa tem cinco títulos na Liga SEHA. O clube iniciou a nova temporada de 2013–14 com uma nova estrutura administrativa, entrando o investidor Sergey Samsonenko como novo proprietário e diretor desportivo do clube, enquanto Mihajlo Mihajlovski se tornou presidente honorário do clube e director da Liga SEHA.
A temporada de 2016–17 foi a mais bem-sucedida da equipa, tendo o Vardar conquistado a Liga dos Campeões EHF, a Liga SEHA regional, incluindo os dois principais campeonatos nacionais, a Super Liga Nacional de Andebol e a Taça Nacional de Andebol. Dois dias depois de vencer a Liga dos Campeões da EHF, a equipa comemorou a vitória com aproximadamente 150.000 pessoas numa cerimónia na Praça da Macedónia em Skopje. Por causa do enorme sucesso, Gjorgje Ivanov, na época Presidente da República da Macedónia, concedeu aos membros do Vardar uma Medalha de Mérito pelos resultados alcançados, principalmente pela conquista do título da Liga dos Campeões.
Na temporada 2018-19, a equipa conseguiu novamente vencer a Liga dos Campeões da EHF, a Liga regional SEHA e o principal campeonato nacional, a Super Liga de Andebol da Macedónia do Norte. Um dia depois de vencer a Liga dos Campeões da EHF, a equipa chegou ao país num jato particular e comemorou a vitória com aproximadamente 250.000 pessoas em uma cerimónia central na Praça da Macedónia em Skopje.
No entanto durante a temporada 2019-20, o investidor Sergey Samsonenko decidiu de investir no clube e retirar-se. Mihajlo Mihajlovski regressou ao clube com a missão de manter o clube no top do andebol europeu. A 4 de junho de 2020, Mihajlo Mihajlovski registou o clube com o a designação Vardar 1961.

## Palmarés

### Competições Europeias
- Liga dos Campeões da EHF

 Campeão (2): 2016–17, 2018–19
 Semi finais: 2017–18
- Taça dos Vencedores de Taças de Andebol Masculino da EHF

 Semi finais: 1998–99, 2004-2005, 2010-2011

### Competições Nacionais
- Superliga Macedónia de Andebol

 Campeão (13): 1998–99, 2000–01, 2001–02, 2002–03, 2003–04, 2006–07, 2008–09, 2012–13, 2014–15, 2015–16, 2016–17, 2017–18, 2018–19
- Taça da Macedónia de Andebol

 Vencedor (13): 1997, 2000, 2001, 2003, 2004, 2007, 2008, 2012, 2014, 2015, 2016, 2017, 2018
- Supertaça da Macedónia de Andebol

 Vencedor (3): 2017, 2018, 2019

### Outras Competições
- Liga SEHA

 Vencedor (5): 2011–12, 2013–14, 2016–17, 2017–18, 2018–19
 Finalista: 2012–13, 2015–16
- IHF Super Globe

 3º lugar: 2017, 2019

## Arena
O RK Vardar é o proprietário da Jane Sandanski Arena , onde jogam todos os jogos em casa na Liga dos Campeões da EHF, na Liga SEHA e nas competições domésticas. É um complexo moderno com um pavilhão desportivo de 7.500 lugares. Possui hotel próprio, centro de spa, hospital e piscina.

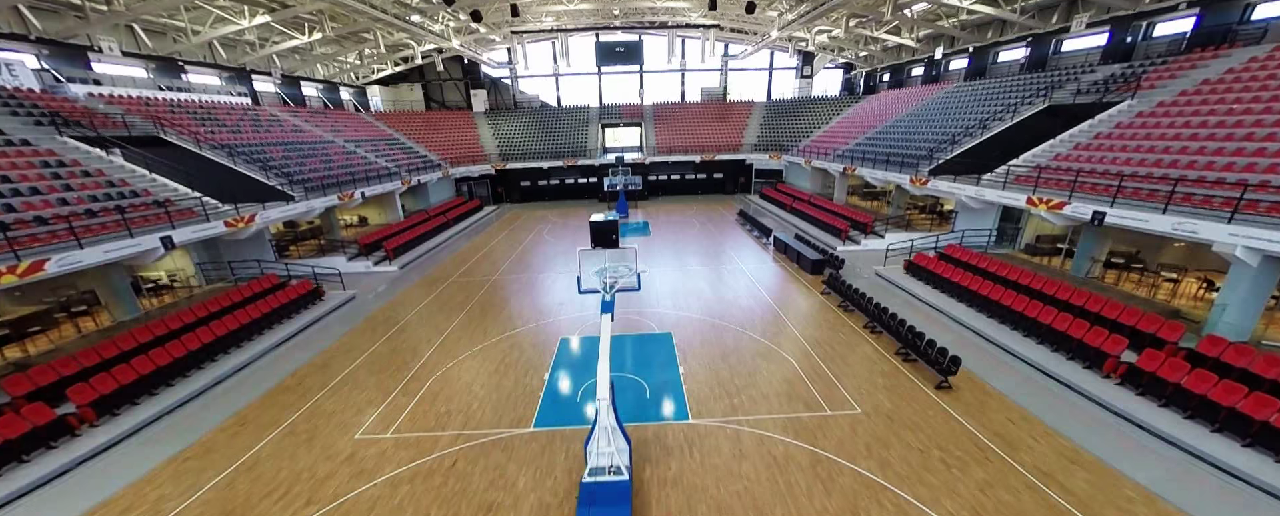
Jane Sandanski Arena

A arena recebeu o nome do revolucionário macedónio Jane Sandanski.
 

## Plantel
Plantel para época 2020–21
| Guarda Redes - 16 Borko Ristovski - 98 Marko Kizić - Robin Cantegrel Ponta esquerda - 08 Dimitar Dimitrioski - 31 Timur Dibirov Ponta direita - 27 Ivan Čupić - 77 Alen Kjosevski - Goce Georgievski Pivot - 05 Stojanče Stoilov (c) - 21 Gleb Kalarash - 87 Sergey Gorpishin | Lateral esquerdo - 15 Christian Dissinger - Dmitrii Santalov - Filip Taleski Central - 11 Martin Karapalevski - 97 Marko Miševski Lateral direito - Tomislav Jagurinovski |

## Participação nas competições europeuas

### Liga dos Campeões da EHF
| Época        | Ronda                | Clube                              | Casa  | Fora  | Agregado: |  |
| ------------ | -------------------- | ---------------------------------- | ----- | ----- | --------- |  |
|              |                      |                                    |       |       |           |  |
| 1999–00      | 1/16                 | TV Suhr Handball                   | 33–37 | 26–30 | 59–67     |  |
|              |                      |                                    |       |       |           |  |
| 2001–02      | R 2                  | ASKI Ankara                        | 37–31 | 27–28 | 64–59     |  |
| 2001–02      | GM (Grupo D)         | Fotex KC Veszprém                  | 24–27 | 22–27 | 3º        |  |
| 2001–02      | GM (Grupo D)         | Sportclub Magdeburg                | 27–27 | 19–33 | 3º        |  |
| 2001–02      | GM (Grupo D)         | S. O. Chambery                     | 32–30 | 28–31 | 3º        |  |
|              |                      |                                    |       |       |           |  |
| 2002–03      | QR 1                 | HC Eynatten G.o.E.                 | 32–24 | 31–28 | 63–52     |  |
| 2002–03      | QR 2                 | Sandefjord TIF                     | 29–23 | 26–26 | 55–49     |  |
| 2002–03      | GM (Grupo D)         | RK Zagreb                          | 25–28 | 25–30 | 4º        |  |
| 2002–03      | GM (Grupo D)         | THW Kiel                           | 27–26 | 23–34 | 4º        |  |
| 2002–03      | GM (Grupo D)         | "Fibrexnylon" Savinesti            | 26–25 | 26–38 | 4º        |  |
|              |                      |                                    |       |       |           |  |
| 2003–04      |                      |                                    |       |       |           |  |
| GM (Grupo B) | Sportclub Magdeburg  | 28–30                              | 24–38 | 4º    |           |  |
| GM (Grupo B) | FC Barcelona         | 27–35                              | 19–41 | 4º    |           |  |
| GM (Grupo B) | Haukar Hafnarfjördur | 26–32                              | 33–34 | 4º    |           |  |
|              |                      |                                    |       |       |           |  |
| 2004–05      |                      |                                    |       |       |           |  |
| GM (Grupo A) | FC Barcelona         | 12–26                              | 22–31 | 3º    |           |  |
| GM (Grupo A) | SC Pick Szeged       | 24–24                              | 18–25 | 3º    |           |  |
| GM (Grupo A) | HCM Constanta        | 22–22                              | 26–25 | 3º    |           |  |
|              |                      |                                    |       |       |           |  |
| 2007–08      | QR 1                 | Pölva Serviti                      | 37–22 | 30–30 | 67–52     |  |
| 2007–08      | GM (Grupo C)         | Kadetten Schaffhausen GCZ          | 27–26 | 30–36 | 4º        |  |
| 2007–08      | GM (Grupo C)         | HC Croatia Osiguranje-Zagreb       | 26–34 | 28–28 | 4º        |  |
| 2007–08      | GM (Grupo C)         | C.BM. Ademar Leon                  | 29–28 | 21–28 | 4º        |  |
|              |                      |                                    |       |       |           |  |
| 2009–10      | Q (Grupo 1)          | Besiktas JK                        | 33–30 | 33–30 | 1º        |  |
| 2009–10      | Q (Grupo 1)          | HC Buducnost Podgorica             | 35–28 | 35–28 | 1º        |  |
| 2009–10      | Q (Grupo 1)          | HC Dinamo-Minsk                    | 34–24 | 34–24 | 1º        |  |
| 2009–10      | GP (Grupo D)         | KIF Kolding                        | 25–32 | 21–28 | 5º        |  |
| 2009–10      | GP (Grupo D)         | Reale Ademar                       | 24–31 | 28–37 | 5º        |  |
| 2009–10      | GP (Grupo D)         | THW Kiel                           | 23–33 | 23–39 | 5º        |  |
| 2009–10      | GP (Grupo D)         | GC Amicitia Zürich                 | 22–22 | 31–24 | 5º        |  |
| 2009–10      | GP (Grupo D)         | F.C. Barcelona Borges              | 28–35 | 28–35 | 5º        |  |
|              |                      |                                    |       |       |           |  |
| 2013–14      | GP (Grupo C)         | FC Barcelona                       | 29–29 | 23–30 | 4º        |  |
| 2013–14      | GP (Grupo C)         | HC Dinamo Minsk                    | 30–22 | 24–26 | 4º        |  |
| 2013–14      | GP (Grupo C)         | PSG Handball                       | 24–24 | 25–35 | 4º        |  |
| 2013–14      | GP (Grupo C)         | Wacker Thun                        | 32–25 | 37–24 | 4º        |  |
| 2013–14      | GP (Grupo C)         | HC Metalurg                        | 18–26 | 27–22 | 4º        |  |
| 2013–14      | L16                  | HSV Hamburg                        | 28–28 | 30–29 | 58–57     |  |
| 2013–14      | QF                   | SG Flensburg-Handewitt             | 27–25 | 22–24 | 49–49     |  |
|              |                      |                                    |       |       |           |  |
| 2014–15      | GP (Grupo C)         | RK Celje Pivovarna Lasko           | 34–32 | 27–26 | 2º        |  |
| 2014–15      | GP (Grupo C)         | Chekhovskie Medvedi                | 39–28 | 39–34 | 2º        |  |
| 2014–15      | GP (Grupo C)         | Rhein-Neckar Löwen                 | 28–25 | 35–28 | 2º        |  |
| 2014–15      | GP (Grupo C)         | Montpellier Agglomération Handball | 30–26 | 34–34 | 2º        |  |
| 2014–15      | GP (Grupo C)         | MKB-MVM Veszprém                   | 23–24 | 24–32 | 2º        |  |
| 2014–15      | L16                  | Orlen Wisla Plock                  | 31–20 | 26–32 | 57–52     |  |
| 2014–15      | QF                   | KS Vive Tauron Kielce              | 20–22 | 31–33 | 51–55     |  |
|              |                      |                                    |       |       |           |  |
| 2015–16      | GP (Grupo B)         | Montpellier HB                     | 34–26 | 30–25 | 3º        |  |
| 2015–16      | GP (Grupo B)         | MOL-Pick Szeged                    | 27–23 | 31–29 | 3º        |  |
| 2015–16      | GP (Grupo B)         | IFK Kristianstad                   | 38–36 | 30–25 | 3º        |  |
| 2015–16      | GP (Grupo B)         | Rhein-Neckar Löwen                 | 25–19 | 27–28 | 3º        |  |
| 2015–16      | GP (Grupo B)         | KIF Kolding Kobenhavn              | 34–24 | 31–33 | 3º        |  |
| 2015–16      | GP (Grupo B)         | KS Vive Tauron Kielce              | 34–24 | 20–23 | 3º        |  |
| 2015–16      | GP (Grupo B)         | FC Barcelona Lassa                 | 25–27 | 30–31 | 3º        |  |
| 2015–16      | L16                  | Orlen Wisla Plock                  | 25–24 | 30–30 | 55–54     |  |
| 2015–16      | QF                   | MVM Veszprém                       | 26–29 | 30–30 | 56–59     |  |
|              |                      |                                    |       |       |           |  |
| 2016–17      | GP (Grupo B)         | IFK Kristianstad                   | 32–29 | 28–23 | 1º        |  |
| 2016–17      | GP (Grupo B)         | HC Meshkov Brest                   | 31–27 | 26–30 | 1º        |  |
| 2016–17      | GP (Grupo B)         | RK Celje Pivovarna Lasko           | 35–30 | 32–26 | 1º        |  |
| 2016–17      | GP (Grupo B)         | MOL-Pick Szeged                    | 30–27 | 23–21 | 1º        |  |
| 2016–17      | GP (Grupo B)         | PPD Zagreb                         | 25–20 | 27–28 | 1º        |  |
| 2016–17      | GP (Grupo B)         | KS Vive Tauron Kielce              | 40–34 | 24–27 | 1º        |  |
| 2016–17      | GP (Grupo B)         | Rhein-Neckar Löwen                 | 26–29 | 33–27 | 1º        |  |
| 2016–17      | QF                   | SG Flensburg-Handewitt             | 35–27 | 26–24 | 61–51     |  |
| 2016–17      | SF (F4)              | FC Barcelona Handbol               | 26–25 | 26–25 | 26–25     |  |
| 2016–17      | F (F4)               | PSG Handball                       | 24–23 | 24–23 | 24–23     |  |
|              |                      |                                    |       |       |           |  |
| 2017–18      | GP (Grupo A)         | Orlen Wisla Plock                  | 31–31 | 26–22 | 1º        |  |
| 2017–18      | GP (Grupo A)         | HBC Nantes                         | 27–23 | 26–27 | 1º        |  |
| 2017–18      | GP (Grupo A)         | PPD Zagreb                         | 28–21 | 29–23 | 1º        |  |
| 2017–18      | GP (Grupo A)         | MOL-Pick Szeged                    | 34–30 | 26–26 | 1º        |  |
| 2017–18      | GP (Grupo A)         | FC Barcelona Handbol               | 27–24 | 28–29 | 1º        |  |
| 2017–18      | GP (Grupo A)         | IFK Kristianstad                   | 31–15 | 26–23 | 1º        |  |
| 2017–18      | GP (Grupo A)         | Rhein-Neckar Löwen                 | 30–26 | 21–21 | 1º        |  |
| 2017–18      | QF                   | THW Kiel                           | 27–28 | 29–28 | 56–56     |  |
| 2017–18      | SF (F4)              | Montpellier HB                     | 27–28 | 27–28 | 27–28     |  |
| 2017–18      | 3rd (F4)             | PSG Handball                       | 28–29 | 28–29 | 28–29     |  |
|              |                      |                                    |       |       |           |  |
| 2018–19      | GP (Grupo A)         | Montpellier HB                     | 33–27 | 27–24 | 3º        |  |
| 2018–19      | GP (Grupo A)         | IFK Kristianstad                   | 33–25 | 32–30 | 3º        |  |
| 2018–19      | GP (Grupo A)         | Telekom Veszprém                   | 27–29 | 27–25 | 3º        |  |
| 2018–19      | GP (Grupo A)         | Rhein-Neckar Löwen                 | 29–27 | 30–27 | 3º        |  |
| 2018–19      | GP (Grupo A)         | PGE Vive Kielce                    | 28–27 | 27–31 | 3º        |  |
| 2018–19      | GP (Grupo A)         | HC Meshkov Brest                   | 30–23 | 31–31 | 3º        |  |
| 2018–19      | GP (Grupo A)         | Barça Lassa                        | 26–30 | 26–34 | 3º        |  |
| 2018–19      | L16                  | PPD Zagreb                         | 32–30 | 27–18 | 59–48     |  |
| 2018–19      | QF                   | MOL-Pick Szeged                    | 31–23 | 25–29 | 56–52     |  |
| 2018–19      | SF (F4)              | Barça Lassa                        | 29–27 | 29–27 | 29–27     |  |
| 2018–19      | F (F4)               | Telekom Veszprém                   | 27–24 | 27–24 | 27–24     |  |
|              |                      |                                    |       |       |           |  |
| 2019–20      | GP (Grupo B)         | Montpellier HB                     | 27–31 | 33–31 | 6º        |  |
| 2019–20      | GP (Grupo B)         | FC Porto Sofarma                   | 32–27 | 22–30 | 6º        |  |
| 2019–20      | GP (Grupo B)         | HC Motor Zaporizhia                | 38–28 | 31–30 | 6º        |  |
| 2019–20      | GP (Grupo B)         | THW Kiel                           | 20–31 | 23–34 | 6º        |  |
| 2019–20      | GP (Grupo B)         | Telekom Veszprém                   | 29–38 | 30–39 | 6º        |  |
| 2019–20      | GP (Grupo B)         | HC Meshkov Brest                   | 36–31 | 22–31 | 6º        |  |
| 2019–20      | GP (Grupo B)         | PGE Vive Kielce                    | 28–28 | 25–35 | 6º        |  |

### Taça EHF
| Época   | Ronda | Clube         | Casa  | Fora  | Agregado: |
| ------- | ----- | ------------- | ----- | ----- | --------- |
| 1994–95 | 1/16  | BM Granollers | 35–31 | 23–34 | 58–65     |
| 1995–96 | ER    | HC Shoumen    | 29–24 | 30–26 | 59–50     |
| 1995–96 | 1/16  | Zadar Gortan  | 31–31 | 24–33 | 55–64     |
| 2011–12 | R2    | HC Izvidac    | 27–25 | 26–29 | 53–54     |
| 2012–13 | R2    | Lovosice      | 36–19 | 24–25 | 60–44     |
| 2012–13 | R3    | SC Magdeburg  | 28–26 | 27–30 | 55–56     |

### Taça das Taças da EHF
| Época   | Ronda | Clube                       | Casa  | Fora  | Agregado: |
| ------- | ----- | --------------------------- | ----- | ----- | --------- |
| 1997–98 | 1/16  | IF Guif Eskilstuna          | 29–28 | 25–28 | 54–56     |
| 1998–99 | 1/16  | IFK Skövde HK               | 10–0  | 22–23 | 32–23     |
| 1998–99 | 1/8   | Gorenje Velenje             | 29–23 | 24–28 | 53–51     |
| 1998–99 | 1/4   | Sporting Toulouse 31        | 26–19 | 24–27 | 50–46     |
| 1998–99 | 1/2   | Prosesa Ademar León         | 27–29 | 20–35 | 47–64     |
| 2004–05 | 1/8   | FCK Handbold Kopenhagen     | 27–23 | 29–28 | 56–51     |
| 2004–05 | 1/4   | Medvescak Infosistem Zagreb | 36–20 | 31–26 | 67–46     |
| 2004–05 | 1/2   | RK Zagreb                   | 23–21 | 26–34 | 49–55     |